# Walter Tuschla
Walter Tuschla (Glaselsdorf, nu: Sklené, Svitavy, Moravië, 24 maart 1938 – Oberkirch, 10 maart 2011) is een Duits componist en dirigent.

## Levensloop
Tuschla studeerde aan de Hochschule für Musik Nürnberg-Augsburg, afdeling Augsburg. Aansluitend was hij als trombonist in verschillende orkesten werkzaam. Hij werkte toen al voor de Bayerischer Rundfunk (BR) en voor de Original Egerländer Musikanten van Ernst Mosch als arrangeur. In 1970 werd hij muziekleraar in de gemeente Weiler-Simmerberg, district Lindau. In 1972 werd hij dirigent van de Musikverein Ellhofen. In 1975 vertrok hij naar Oberkirch in Baden-Württemberg en werd daar dirigent van de Stadtkapelle Oberkirch. Twee jaren later is hij ook directeur van de muziekschool Offenburg, afdeling Oberkirch. Ook de Trachtenkapelle Ödsbach is in 1975 trots op hun nieuwe dirigent Walter Tuschla.
Als componist schreef hij authentieke Werken voor harmonieorkest.

## Composities

### Werken voor harmonieorkest
- 1981 Tenorhorn-Polka
- 3 fidele Solisten
- Achtung Show
- Ade, servus, tschüss...
- Alpengruss
- Auf zum Start
- Böhmische Rosen
- Böhmischer Musikantenmarsch
- Choral alpin, koraalvariaties
- Concerto, voor xylofoon en harmonieorkest
- Die Moldau erzählt, wals
- Dolomiten-Zauber, voor twee trompetten en harmonieorkest

- Ein Hoch den Schützen
- Feuer im Blut
- Fröhlicher Feierabend
- Grüße aus Bayern
- Happy Bavaria
- Happy Time
- Heimatmelodien
- Herbstpolka
- In Blumenhänden
- In Rosenhänden
- Kirchweih-Marsch
- Klänge aus dem Alpenland
- Küsse im Dunkeln

- Mädchen von der Wolga
- Musikanten spielen auf
- Posaunen-Express
- Rusticanella
- Saalecker Trompeten-Ländler
- Swingende Züge, voor 3 trombones en harmonieorkest
- Swinging Brass
- The Bassmen
- Trombone-Star
- Tuschla's Blasmusik
- Urlaub im Zillertal, karakterstuk
- Walzerperlen